# Destruction in Kobe 2015
L’édition 2015 de Destruction, également appelée Destruction in Kobe, est une manifestation de catch télédiffusée et visible en paiement à la séance ou en streaming payant via Ustream ou sur New Japan Pro Wrestling World (en). L'événement, produit par la New Japan Pro Wrestling (NJPW), a eu lieu le 5 juillet 2015 au Kobe World Hall à Kobe, dans la région du Kansai. Il s'agit de la septième édition de Destruction.

## Contexte
Les spectacles de la New Japan Pro Wrestling en paiement à la séance sont constitués de matchs aux résultats prédéterminés par les scénaristes de la NJPW. Ces rencontres sont justifiées par des storylines — une rivalité avec un catcheur, la plupart du temps — ou par des qualifications survenues dans les shows précédents. Tous les catcheurs possèdent une gimmick, c'est-à-dire qu'ils incarnent un personnage gentil ou méchant, qui évolue au fil des rencontres. Un pay-per-view comme Dominion est donc un événement tournant pour les différentes storylines en cours.

### Hirooki Goto vs. Shinsuke Nakamura
Le 5 juillet, à Dominion 7.5, Hirooki Goto bat Shinsuke Nakamura et conserve son IWGP Intercontinental Championship. Les deux hommes s'affrontent à nouveau dans un match revanche.

## Tableau des matchs
| # | Matchs, | Stipulations                                                            | Temps |
| - | --- | ----------------------------------------------------------------------- | ----- |
| 1 | Sho Tanaka et Yohei Komatsu battent David Finlay et Jay White | Match par équipe                                                        | 5:00  |
| 2 | Jushin Thunder Liger, Tiger Mask et Yuji Nagata battent Captain New Japan, Juice Robinson et Manabu Nakanishi                                                           | Six Man Tag Team match                                                  | 8:44  |
| 3 | Chaos (Tomohiro Ishii, Yoshi-Hashi et Roppongi Vice (Baretta & Rocky Romero)) battent Máscara Dorada, Ryusuke Taguchi et Great Bash Heel (Togi Makabe et Tomoaki Honma) | Eight Man Tag Team match                                                | 7:48  |
| 4 | Matt Sydal et Tencozy (Hiroyoshi Tenzan et Satoshi Kojima) battent Bullet Club (Kenny Omega, Doc Gallows, Karl Anderson)                                                | Six Man Tag Team match                                                  | 10:52 |
| 5 | Tetsuya Naito bat Katsuyori Shibata | Match simple                                                            | 11:49 |
| 6 | Chaos (Kazuchika Okada, Toru Yano et Kazushi Sakuraba) bat Bullet Club (A.J. Styles et Tama Tonga) et Cody Hall                                                         | Six Man Tag Team match                                                  | 12:18 |
| 7 | reDRagon (Kyle O'Reilly et Bobby Fish) (c) battent Time Splitters (Alex Shelley et Kushida)                                                                             | Match par équipe pour les IWGP Junior Heavyweight Tag Team Championship | 12:18 |
| 8 | Hiroshi Tanahashi bat Bad Luck Fale | Match simple pour être challenger au IWGP Heavyweight Championship      | 16:37 |
| 9 | Shinsuke Nakamura bat Hirooki Goto (c) | Match simple pour le IWGP Intercontinental Championship                 | 22:56 |